# Hongwei (köping i Kina)
Hongwei (kinesiska: 宏伟, 宏伟镇) är en köping i Kina. Den ligger i provinsen Heilongjiang, i den nordöstra delen av landet, omkring 390 kilometer öster om provinshuvudstaden Harbin.
Genomsnittlig årsnederbörd är 758 millimeter. Den regnigaste månaden är juli, med i genomsnitt 163 mm nederbörd, och den torraste är januari, med 4 mm nederbörd.